# 무애무
무애무(無㝵舞)는 한국의 전통 무용의 하나이다.

## 개요
무애무의 유래에 관한 기록은 일연의 <삼국유사> 권4 <원효불기(元曉不羈)조>에 보이는 것이 가장 오래 된 것으로 보인다. 여기에 의하면, 
원효가 이미 실계(失戒)하여 설총을 낳은 뒤 속복(俗服)으로 바꾸어 입고 스스로 소성거사(小姓居士)라 행세하였다. 우연히 광대를 만나 큰 박을 무롱(舞弄)하였는데, 그 형상이 매우 기괴하였다. 원효가 그 형상대로 한 도구(道具)를 만들어 무애라 명명하여 노래를 지어 세상에 퍼뜨렸다. 일찍이 이것을 가지고 수많은 촌락을 돌아다니며 노래하고 춤추어 화영(化詠)하고 돌아왔으므로, 시정(市井)의 하찮은 무리들로 하여금 모두 부처님의 이름을 알게하여 누구나 염불을 할 줄 알았으니 원효의 법화(法化)가 크다.

고 했다. 무애무에 대해서는 일부 학자 중에 '농대과(弄大瓠)'라 하는 것을 가면극으로 해석하는 사람도 있다. 그러나 고려 명종 때 이인로의 <파한집(破閑集)> 하권에는 무애가 가면이 아니라 호로(葫蘆：호리병박)였음을 말하고, 원효가 만든 무애박과는 달리 호리병박 상부에 금방울을 달고 밑에는 여러 가지 색의 헝겊을 달아, 이것을 흔들면 방울소리가 나고 채백(彩帛)이 휘날려, 연무(演舞)의 흥을 돋구어 주는 일종의 무용구였던 것 같다. 
<삼국유사>에 원효가 무애무를 가지고 여러 마을을 편력하며 불교를 포교하였다는 내용이 들어 있는 것으로도 알 수 있듯이 원효의 무애가무는 불교적인 내용임이 분명하며, <고려사>와 <악학궤범>에도 연무(演舞)의 설명 끝에 무애가가 불가어(佛家語)를 많이 썼음을 부기하고 있다. 그러나 고려로 접어들면서 불교 교화의 취지에서 벗어나 오락화되어 여기(女妓)의 향악무로 변화하였고, 호리병도 앞서 말한 바와 같이 금방울과 채백(彩帛)으로 장식되기에 이르렀다. 그러나 종교적인 의의를 완전히 잃지는 않았다. 
조선 시대인 세종 16년에 연행이 금지되었고 조선 후기 순조대에 와서야 재현될 수 있게 된다.